# Santa Maria do Suaçuí (ort)
Santa Maria do Suaçuí är en ort i Brasilien.   Den ligger i kommunen Santa Maria do Suaçuí och delstaten Minas Gerais, i den sydöstra delen av landet, 600 km öster om huvudstaden Brasília. Santa Maria do Suaçuí ligger 474 meter över havet och antalet invånare är 9 936.
Terrängen runt Santa Maria do Suaçuí är platt åt nordväst, men åt sydost är den kuperad. Runt Santa Maria do Suaçuí är det glesbefolkat, med 11 invånare per kvadratkilometer.. Det finns inga andra samhällen i närheten.
Omgivningarna runt Santa Maria do Suaçuí är huvudsakligen savann.